# António de Oliveira Salazar
António de Oliveira Salazar, född 28 april 1889 i Vimieiro nära Santa Comba Dão, Viseu, död 27 juli 1970 i Lissabon, var en portugisisk diktator och nationalekonom. Han var Portugals regeringschef från 1932 till 1968 och finansminister 1926 och 1928–1940. Under hans regim såg Portugal en lång period av politisk stabilitet och stabila statsfinanser till priset av isolering, eftersatt mänsklig utveckling och långtgående politisk repression genom regimens hemliga polis PIDE. Han var under 40 år Portugals starke man och diktator.

## Uppväxt
Salazar föddes i den lilla orten Vimieiro nära Santa Comba Dão i Viseu-distriktet i norra Portugal. Hans familj var adlig men ekonomiskt utarmad. Hans far hade börjat som jordbrukare utan egen mark men försörjde sig vid sonens uppväxt som förvaltare åt ett flertal storgodsägare. Liksom sin fader visade Salazar tidigt tecken på höga ambitioner och utbildade sig vid ett prästseminarium i Viseu från elva års ålder. Efter republikens utropande 1910 studerade han som en av ett fåtal privilegierade juridik vid universitetet i Coimbra och gjorde sig uppmärksammad som kritisk debattör i ett flertal katolska tidningar.

## Vägen till makten

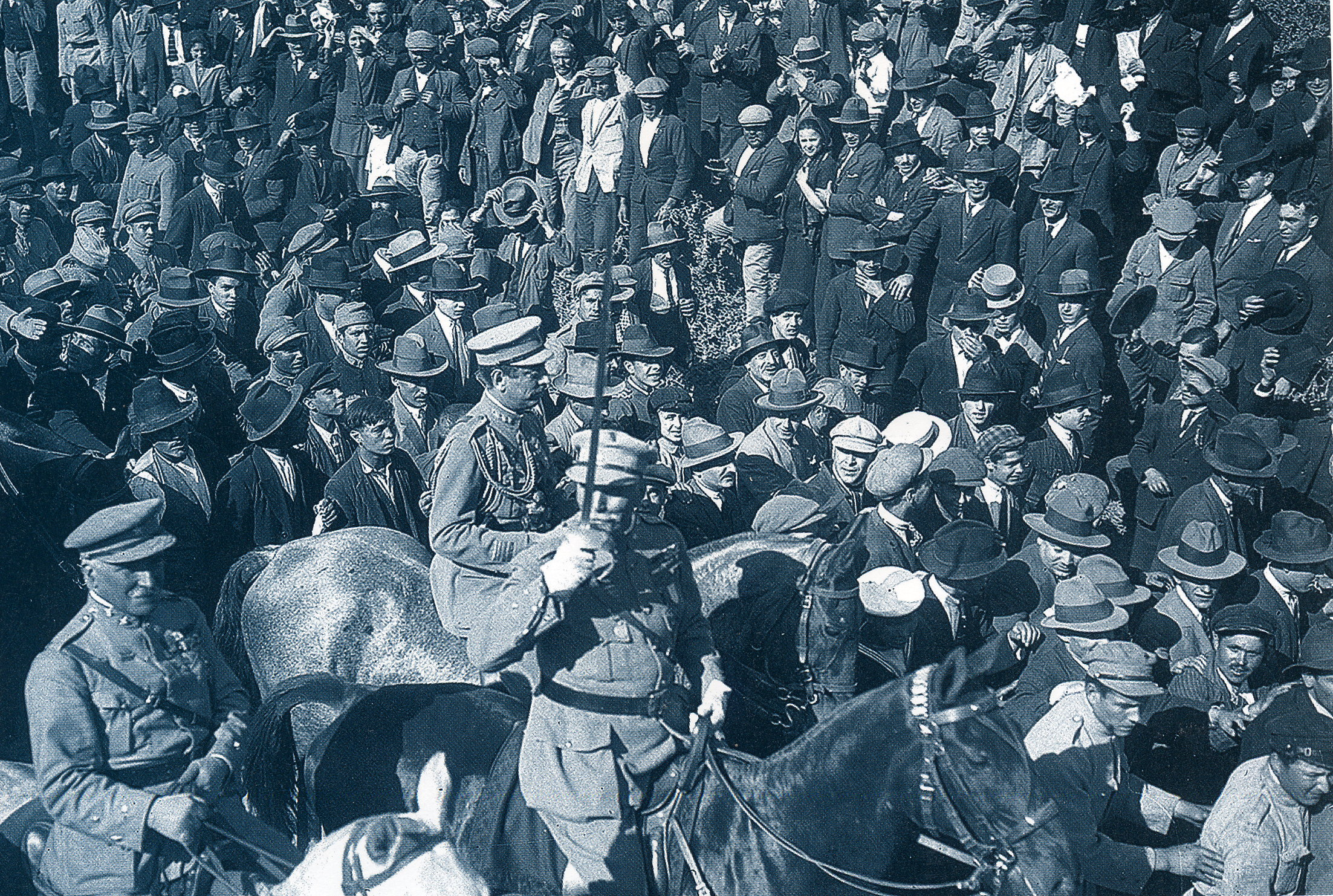
Militärkuppen 1926, som gav Salazar finansministerposten och senare makten.

Efter en militärkupp i Lissabon 1917 erbjöds Salazar en ministerpost, men tackade nej. Sedan demokratin återupprättats valdes han 1921 till parlamentet som representant för det katolska Kristdemokratins akademiska center, men sade snart upp sitt mandat och återvände till Coimbra för att erhålla en professur i nationalekonomi. Hans namn var vid det här laget uppmärksammat inom landets högerkretsar, och efter ytterligare en militärkupp 1926 utsågs han till finansminister i den nya regeringen, en post han omedelbart lämnade i protest. Han återkallades 1928 av president Óscar Carmona med löften om fria händer och genomdrev en snäv ekonomisk åtstramningspolitik, som syftade till att sanera statens finanser och återbetala Portugals omfattande utlandsskulder. Hans konsekvens och flitiga ledarstil gav honom bred uppmärksamhet, och i sviterna av Wall Street-kraschen övertog han 1932 även posten som premiärminister. Som sådan fortsatte han med stor auktoritet på den inslagna vägen. En ny konstitution (O Estado Novo, den Nya Staten) godkändes i en folkomröstning 1933, varefter han med fast hand styrde som envåldshärskare. Till sin död 1951 fortsatte dock president Carmona att utöva ett avgörande inflytande.

## Den nya staten

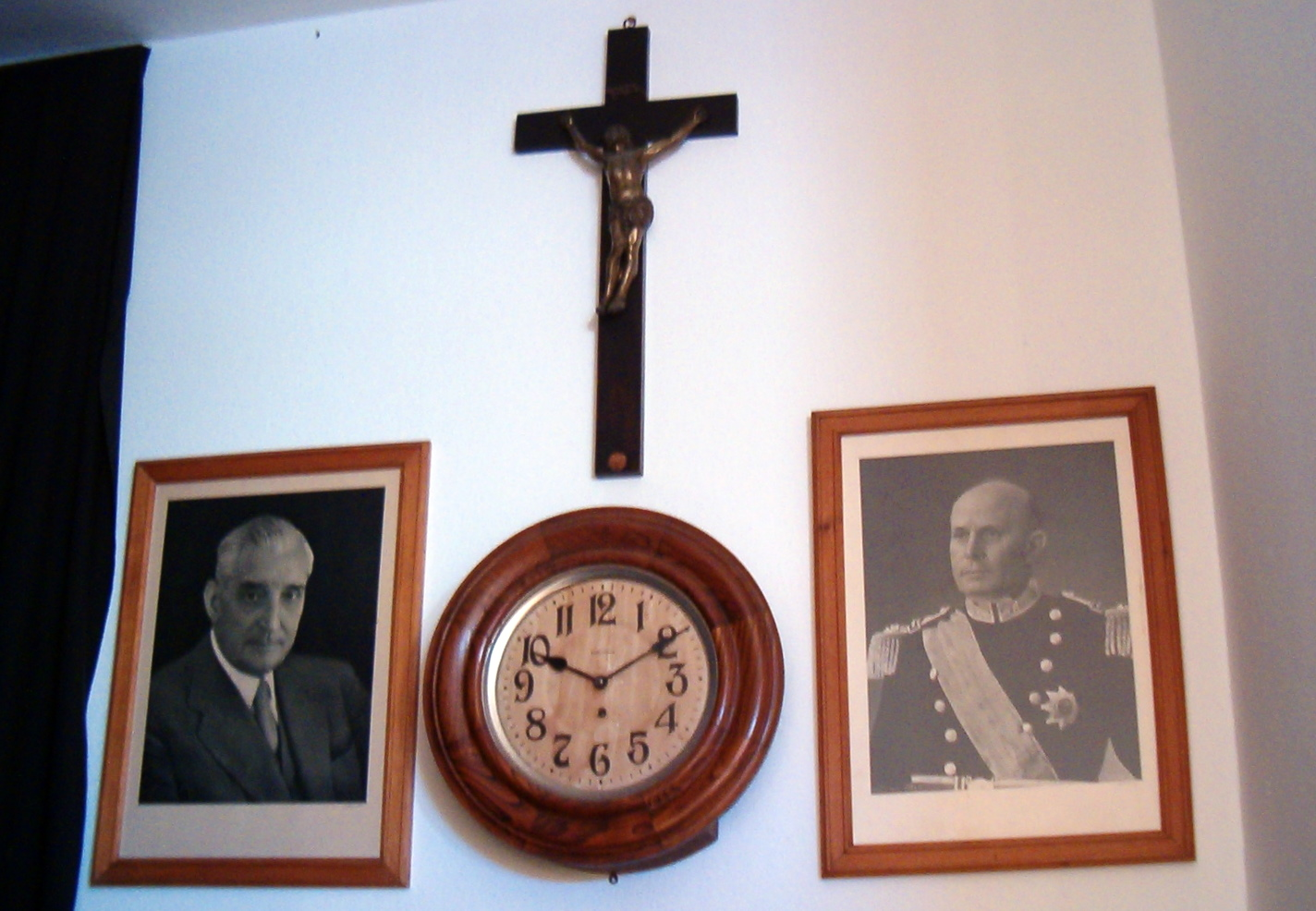
Utrustning från ett portugisiskt klassrum under Salazaråren. En bit in på 1970-talet var närmare en tredjedel av portugiserna analfabeter.

Den regim Salazar etablerade skulle överleva till 1974. Politiska partier hade efter militärkuppen förbjudits eller tvingats under jorden, och genom militärpolisen PVDE / PIDE, grundad 1933, skulle Salazar komma att skapa en av 1900-talets mest effektiva polisstater. Fackföreningar, kommunistiska, anarkistiska, nationalsyndikalistiska och nazistiska organisationer förföljdes och dissidenter kunde interneras på obestämd tid i åtskilliga lokala häkten, i de forna kolonialforten i Caxias eller Peniche (som kommunistpartiets mångårige ledare Alvaro Cunhal 1949–1960) eller deporteras till de avlägsna ögrupperna Kap Verde eller São Tomé och Príncipe. Genom säkerhetspolisens försorg kom endast den kommunistiska oppositionen att överleva diktaturen, medan övriga motståndsrörelser opererade i exil. 1937 utsattes Salazar för ett anarkistiskt mordförsök - en bomb placerad utanför ett privat kapell exploderade när diktatorn steg ut ur sin bil - varpå han oberörd passerade förbi på väg till mässan. Den fascistsympatiserande oppositionen i MNS, Movimento Nacional-Sindicalista, krossades av PIDE 1935.
Ett enpartisystem med en av regeringen kontrollerad enhetslista var i funktion till 1945 års val, då oppositionella "valkonvent" formellt infördes för att förbättra regimens anseende utomlands. Oppositionen valde emellertid under hela Salazars regim bojkott hellre än att underkasta sig villkoren för kandidatur. Regimen å sin sida avhöll sig i det längsta från alltför öppen diktatur eller dödsstraff, vilket i viss mån höll det internationella trycket tillbaka. Efter inbördeskrigets utbrott 1936 öppnade Salazar ett fångläger (Campo do Tarrafal eller Campo da Morta Lente, "Långsamma dödens läger") på Kap Verde, där kommunistpartiets generalsekreterare Bento Gonçalves avled 1942. Lägret stängdes 1954 men öppnades åter av Salazars efterträdare Marcelo Caetano under det tidiga 1970-talets kolonialkrig, trots protester från världssamfundet.

## Ekonomi

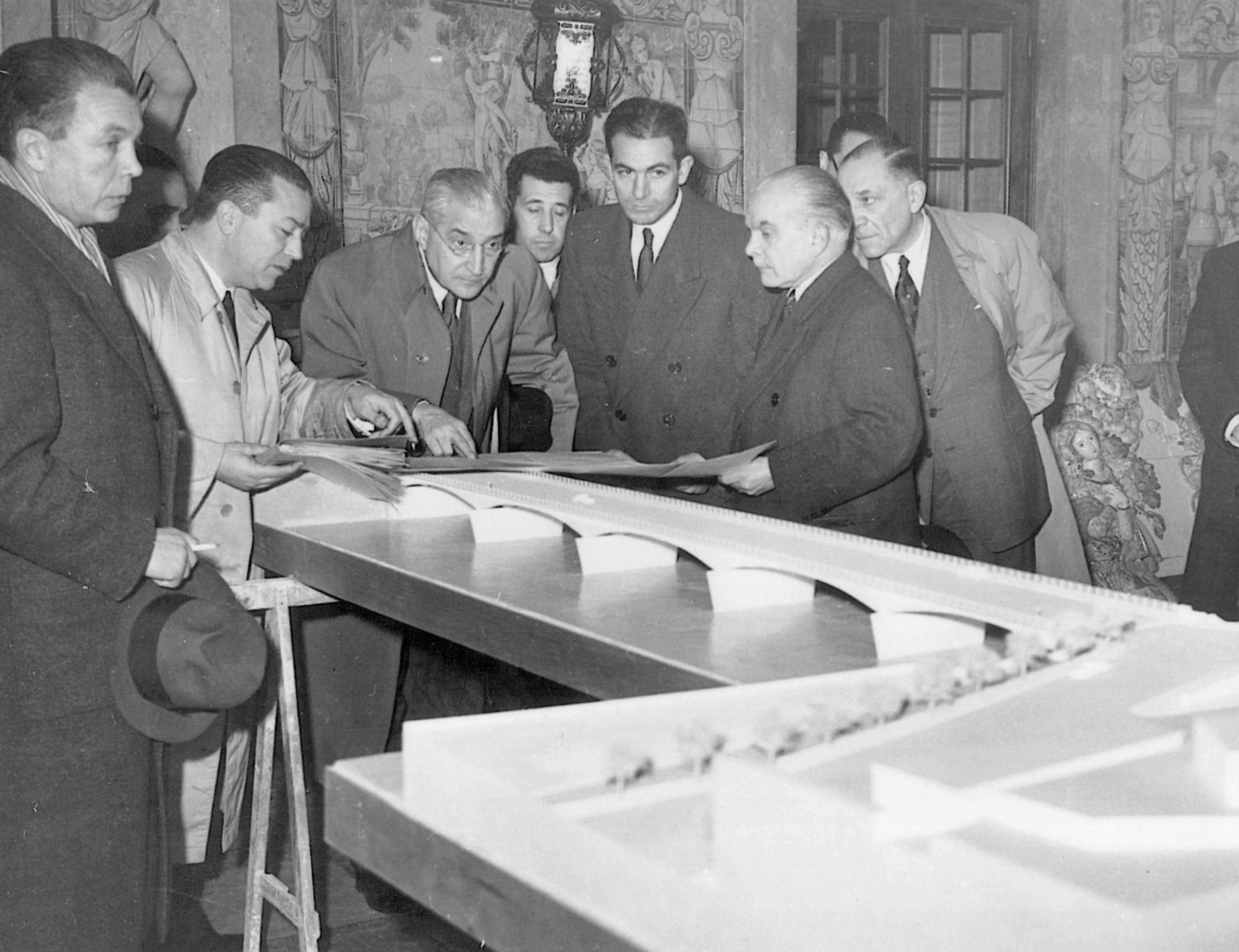
Salazar (i glasögon) inspekterar en modell för ett brobygge i Coimbra.

En positiv budgetbalans hade återställts 1929 genom en massiv saneringskampanj, och under de följande åren etablerades en ekonomisk nyordning med stark betoning på autarki och planhushållning. Under världskriget etablerades Portugal som ett exportland samtidigt som fiskenäringen kollapsade med utbredd social misär som följd. Krigshotet och säkerhetspolisens effektiva kontroll var en bidragande faktor till att krisen inte destabiliserade regimen. Salazars nymerkantilistiska politik med stark betoning av budgetbalans samt ekonomiskt bistånd efter kriget gjorde det emellertid möjligt att återvända till ekonomisk tillväxt. Skatterna i landet höjdes märkbart under Salazarregimen för att täcka alla utgifter, medan infrastrukturen från 1940-talet utvecklades kraftigt genom massiva satsningar i väg- och brobyggen.

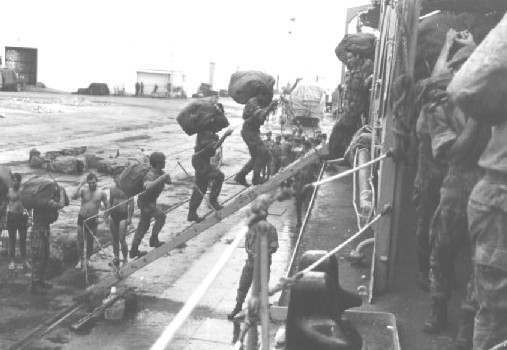
Portugisiska trupper på väg till kolonialkriget i Afrika.

Under 1950-talet, då en omfattande export till det krigshärjade Europa gjort Portugals ekonomi till den snabbast växande i Europa, ökade det politiska trycket på regimen, manifesterat främst av den oppositionelle generalen Humberto Delgado. Regimen vägrade i motsats till den under 1960-talet relativt liberala Francoregimen släppa greppet om näringsliv, massmedia eller kolonier i syfte att inte bryta den ordning som skapats genom 1926 års statskupp (Revolução Nacional).

## Utrikespolitik

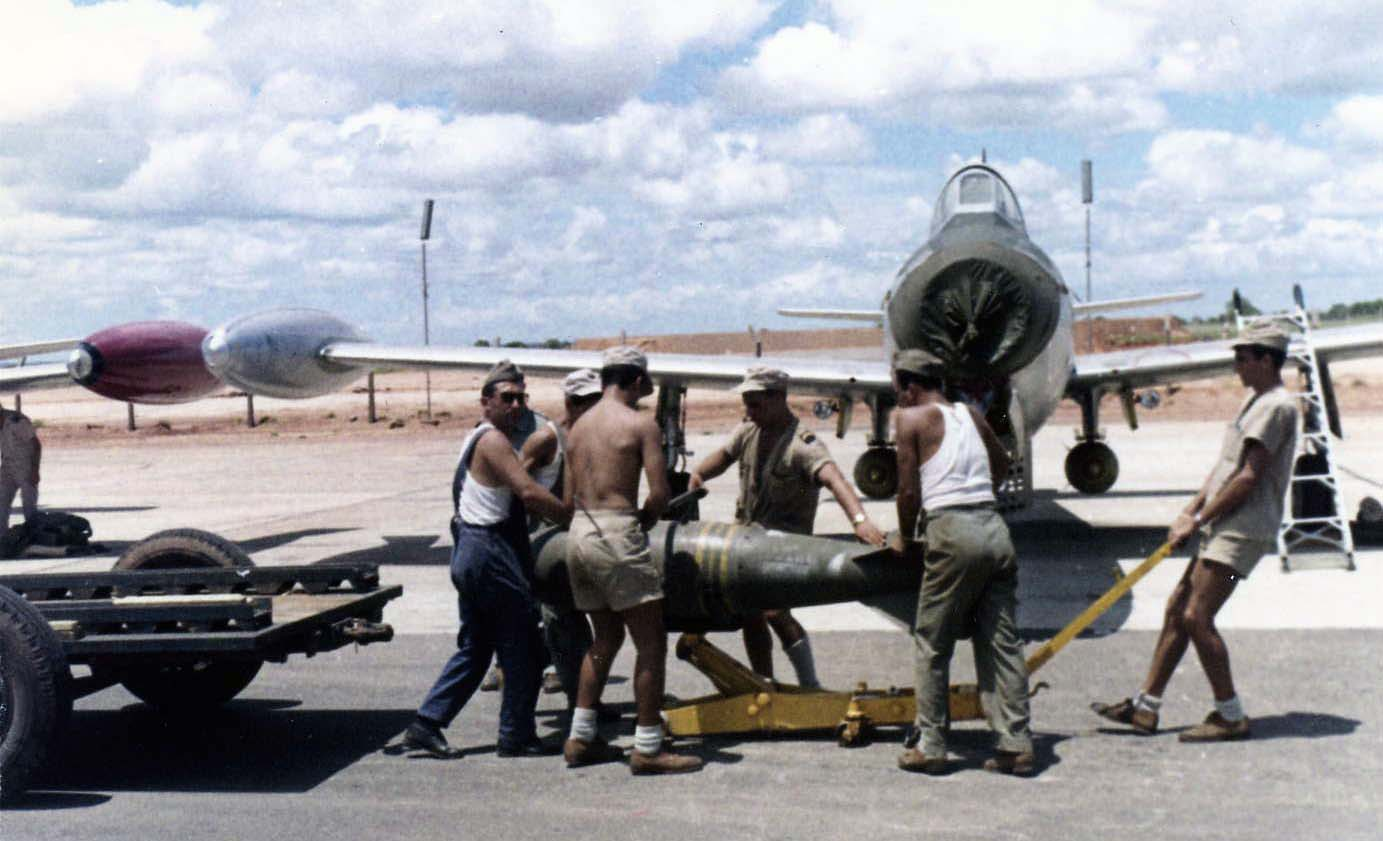
Portugisiskt plan lastas under kriget i Angola.

Vid det spanska inbördeskrigets utbrott 1936 förklarade Salazar Portugal som neutralt, men han förde som djupt troende katolik en starkt Francovänlig politik vilket bidrog till nationalistsidans seger. Under världskriget förklarades åter neutralitet, vilket med tiden bidrog till att stärka Salazars ställning, men Portugal hyrde efter påtryckningar ut Azorerna som flygbas till de allierade. Genom detta stöd kunde Portugal som ensam diktatur delta vid Natos bildande 1949, följt av ett inträde i FN 1955.
Trots politisk stabilitet och ekonomiska framgångar kom regimen att skakas av oroligheter från 1950-talet. Motsättningar mellan Salazar och Carmonas efterträdare, Craveiro Lopes, ledde till den senares fall 1958. Indiens annektering av Goa, Daman och Diu 1961 kom att öka protesterna mot regimen, och samma år genomförde försvarsminister Moniz ett misslyckat försök till militärkupp. Salazar, som in i det sista höll fast vid att kolonialväldet var en förutsättning för Portugals politiska och moraliska överlevnad, övertog personligen försvarsministeriet samma år och samordnade landets resurser för att bemöta det militära hotet från motståndsrörelserna med en omfattande militärapparat.
Trots försök att bryta isoleringen kom Portugal att med sin katolskt präglade regim stå isolerat från såväl det Francostyrda Spanien som det demokratiska Västeuropa, samtidigt som den ekonomiska tillväxten nådde sin kulmen. Utbildningsväsendet, tidigare drabbat av Salazarregimens åtstramningar, byggdes kraftigt ut under 1960-talet och obligatorisk sexårig grundskola infördes samtidigt som en rad universitet grundlades, bland annat i Luanda och Maputo, samtidigt som hård censur upprätthölls. Den korporativa kammare som införts genom 1933 års konstitution förblev maktlös, och den politiska makten kanaliserades genom nationalförsamlingen, helt kontrollerad av Salazars rörelse União Nacional. Protesterna i Angola, Guinea-Bissau och Moçambique mot det portugisiska styret kom snart att utvecklas till en väpnad kamp med nära 170 000 portugisiska soldater indragna i ett regelrätt krig mot frihetsrörelserna. Kolonialkriget utvecklades snabbt till landets största ekonomiska och politiska problem, med en militärbudget som från 1960 till 1968 nära åttadubblades. 1974 hade motsvarande ursprungssumma nästan sextondubblats.
Portugal erhöll under kolonialkriget ömsesidigt stöd av Sydafrika och Rhodesia, medan rebellerna stöddes av Kuba med regelrätta trupper.

## Slutet
Utmärkande för Salazars regim var hans tillbakadragna och spartanska livsstil (han lämnade efter sig två kavajer, ägde aldrig ett motorfordon och levde under sin tid vid makten i en liten lägenhet som administrerades av den portugisiska regeringen), hans isolering från allmänheten, samt kompromisslöshet mot varje diplomatisk lösning av den afrikanska frågan. 
Sedan han under kolonialkrigets kulmen 1968 hamnat i ett nära nog vegetativt tillstånd efter en fallolycka, officiellt från en stol i sin sommarstuga men enligt senare uppgifter orsakad i ett badkar avsattes han av president Américo Thomaz och efterträddes av akademikern Marcelo Caetano, som följt honom sedan hans tid som lärare i Coimbra. Salazar själv förblev enligt uppgifter oviss om nyordningen och hölls isolerad i sitt hem, där han svårt sjuk höll "regeringssammanträden" med sina gamla, huvudsakligen avgångna ministrar och gav intervjuer. Salazar avled sommaren 1970, 81 år gammal. Hans död och regimens fall 1974 kom att innebära en brytning med den isolering landet genomlevt i åtskilliga decennier. Hans ekonomiska politik, med hårt dirigerad marknadsekonomi såg landets bruttonationalprodukt öka med i genomsnitt 5,66 procent per år under den andra halvan av hans regim, och kom att förbli en ledstjärna för åtskilliga regeringar långt efter hans död.
Hans politik är idag högst omtvistad, även om motståndare till både höger och vänster främst framhåller hans enväldiga styrelsesätt, hans hårda krigföring i kolonierna samt de omfattande skattehöjningar som kom att bekosta regimens sociala insatser. Andra hävdar att han ändade decennier av kaos och social oro och lade grunden för Portugal som en modern europeisk välfärdsstat. Portugal kom under hans ledning att uppleva en lång period av inre stabilitet, till priset av isolering, även om han tidvis engagerade sig för internationellt samarbete och förde in Portugal i OECD, EFTA och NATO.
Salazar begravdes under enkla omständigheter 1970 i sin hemstad Santa Comba Dão. Han levde livet ut i celibat och fick inga barn, men adopterade under sin regeringstid två yngre kusiner till sin sekreterare.

## I populärkulturen
Hogwarts grundare Salazar Slytherin i Harry Potter-böckerna är döpt efter diktatorn; under 1990-talet vistades författaren J.K. Rowling i Portugal som lärare i engelska.